# Reidersche Tafel
Die sogenannte Reidersche Tafel ist eine der ältesten bekannten figurativen Darstellungen der Auferstehung und Himmelfahrt Christi und zugleich das älteste Exponat, das im Bayerischen Nationalmuseum ausgestellt ist (Inventar-Nummer MA 157). Es handelt sich um eine Elfenbeinschnitzerei, die vermutlich in der Spätantike um das Jahr 400 in Rom oder in Mediolanum (Mailand) entstanden ist. Die Tafel wurde 1860 von dem Kunstsammler Martin von Reider aus Bamberg für das Museum erworben. Sie wird im Saal 1 des Museums ausgestellt, der der Kunst von der Spätantike bis zur Romanik gewidmet ist.

## Bildbeschreibung
Die Reidersche Tafel ist von rechts unten zu lesen. Dort befinden sich am Bildrand drei Frauen, die ihre Palla im traditionellen römischen Keuschheitsgestus in der Öffentlichkeit über den Kopf gezogen haben. Es handelt sich um die drei heiligen Frauen, die am Ostermorgen das Grab Christi besuchen. Am linken Bildrand ist eine sitzende Gestalt in Toga abgebildet, die nach rechts zu den Frauen blickt und mit dem Segensgestus grüßt. Es handelt sich um den Engel, der den Frauen die Auferstehung Christi verkündet. Über dem Engel nimmt ein Gebäude den mittleren Teil der linken Bildhälfte ein. Das untere Geschoss bildet ein Quaderbau mit zweiflügeligem Tor, neben dem rechts eine Statue in einer Nische zu sehen ist. Das obere Geschoss bildet eine mit Medaillons geschmückte Tholos. Das Gebäude, das das Grab Christi darstellt, ist entgegen der in den Evangelien geschilderten Situation allerdings mit geschlossenem Tor abgebildet. Von links und rechts ist jeweils ein mit einer Chlamys bekleideter Wächter an das Gebäude gelehnt. Während der linke mit einem Speer bewaffnete Wächter erschrocken aufblickt, hat der rechte seinen Kopf schlafend auf seinen abgestützten Arm gelegt.

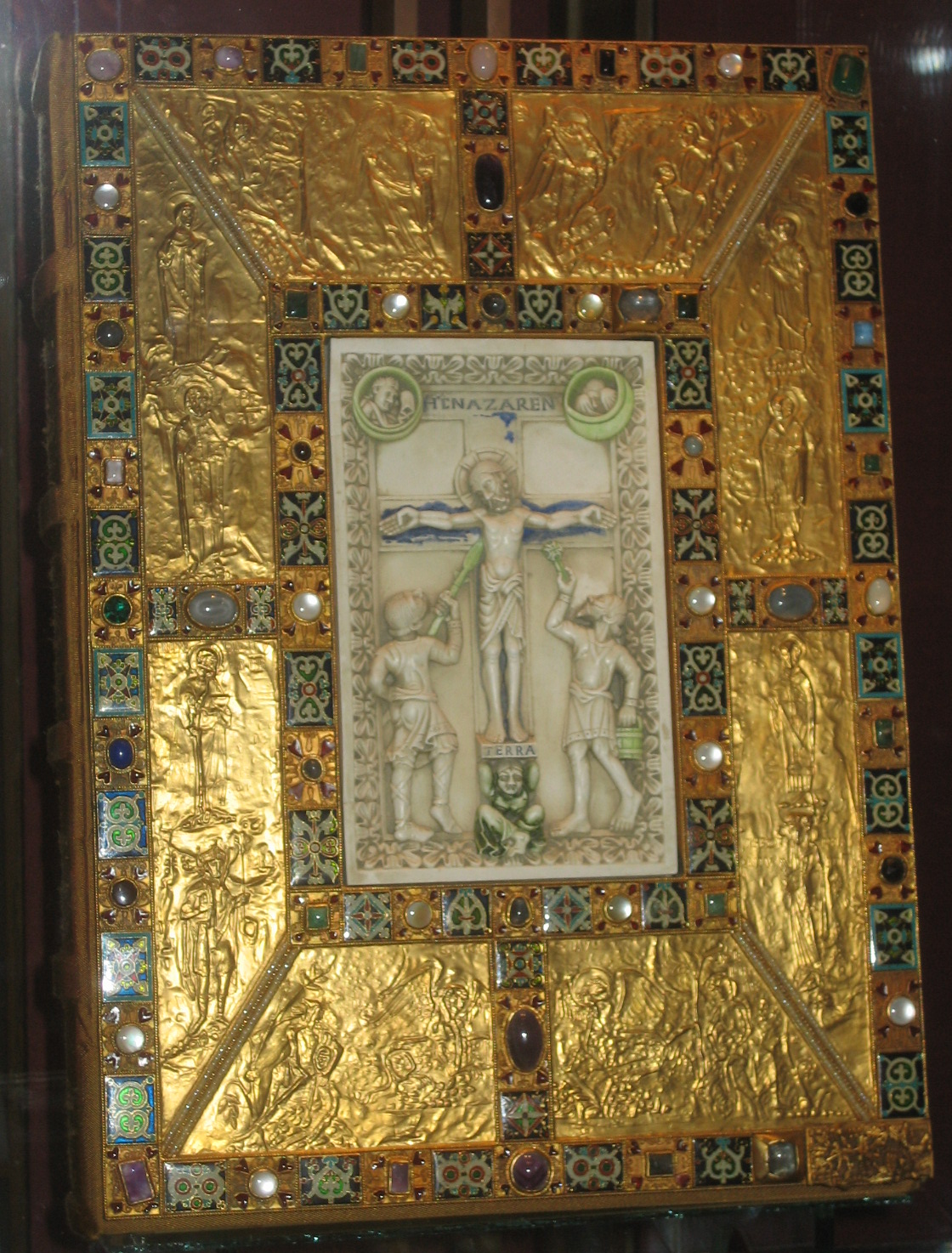
Einband des Evangeliars von Echternach

In der rechten Bildhälfte über den Köpfen der Frauen sind zwei Männer am Fuß eines Hügels abgebildet. Der linke der beiden krümmt sich nach rechts gewandt zusammen und bedeckt seinen Kopf mit beiden Händen. Der rechte kniet in Orantenhaltung und blickt nach oben. Bei diesen beiden Figuren handelt sich um Jünger Christi. Über den beiden steigt eine weitere Figur in Toga mit Nimbus um den Kopf und einer Schriftrolle in der Hand auf dem Hügel zum rechten oberen Bildrand. Dabei handelt es sich um den auferstandenen Christus. Aus einer Wolke ergreift ihn die Hand Gottes bei der Hand und ist im Begriff, ihn in den Himmel zu ziehen. Das links des Grabes emporwachsende Bäumchen wird als Sinnbild der christlichen Kirche interpretiert, in der Judenchristen und Heidenchristen wie die beiden Vögel im Geäst ihre geistliche Nahrung finden.

## Material und Verwendung
Bei der Reiderschen Tafel handelt es sich um eine Elfenbeinschnitzerei, an deren linkem und rechtem Rand deutlich Riefen zu sehen sind, die die Ränder des Stoßzahns erkennen lassen, aus dem die Tafel geschnitzt wurde. Die Schnitzerei ist hauptsächlich als Flachrelief ausgeführt. Im Bereich der Grabesarchitektur und der Hand des Engels ist das Material allerdings hinterschnitten. Bei dem Bäumchen links oben sind die Hinterschneidungen so stark, dass sich die Äste im Sinne der À-jour-Technik teilweise ganz vom Hintergrund lösen.
An den vier Ecken der Tafel sind runde Durchbohrungen zu erkennen, die die ursprüngliche Verwendung der Reiderschen Tafel zeigen. Vermutlich war die Elfenbeinschnitzerei in den Einband eines liturgischen Codex eingelassen, wie es beispielsweise beim Codex aureus Epternacensis zu sehen ist. In der Spätantike waren Elfenbein-Reliefs sonst besonders bei Konsulardiptychen verbreitet.

## Kunsthistorische Bedeutung

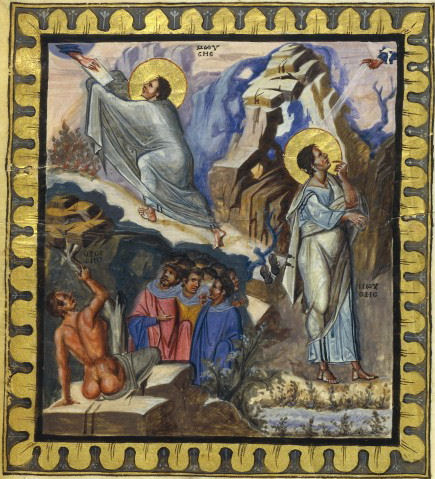
Gott übergibt Moses die Gesetzestafeln. Darstellung im Pariser Psalter

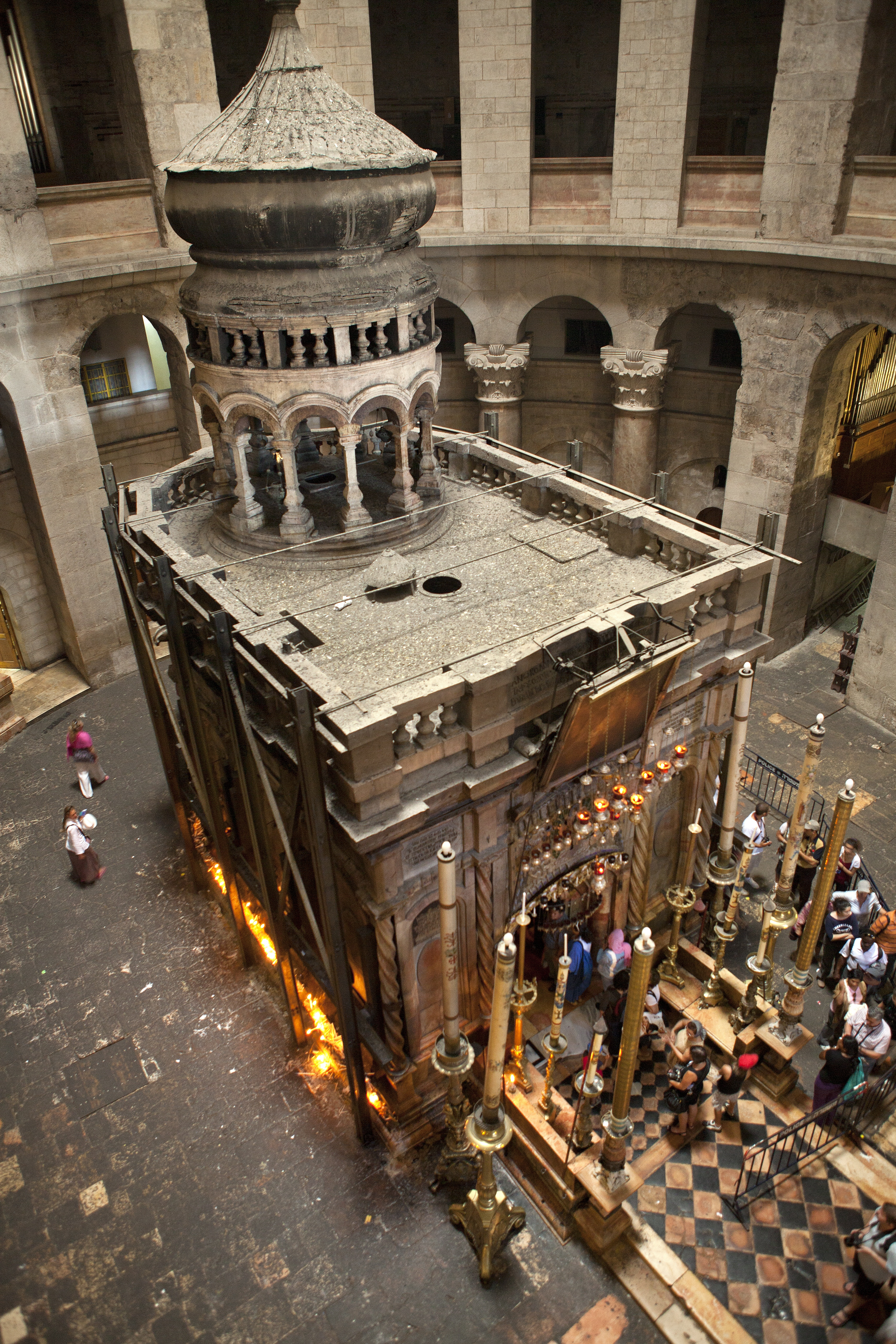
Grabeskapelle in Jerusalem

Die Reidersche Tafel ist ein Beispiel der frühen christlichen Kunst, wie sie sich in Italien in religiösen Zentren wie Rom und Mailand entwickelte. Die Bildsprache nimmt starke Anleihen bei der Antike, wie sich an der Bekleidung und den Gesten der dargestellten Personen zeigt. Formal sind die Figuren im Sinne der theodosianischen Kunst gestaltet. Die bildhafte Gestaltung des Osterwunders mit dem Engel und den drei Frauen am Grab blieb bis ins hohe Mittelalter diesem Typus verpflichtet. In späteren Jahrhunderten finden sich ähnliche Darstellungen eines Mannes in Toga, der Kontakt mit einer Hand aus dem Himmel hat, bei Darstellungen der Übergabe der Gesetzestafeln an Moses auf dem Sinai, wie beispielsweise im Pariser Psalter.
Weitere kunsthistorische Bedeutung sieht man in der Tafel insofern, dass sie möglicherweise eine realistische Abbildung der Grabeskapelle in der 335 geweihten Grabeskirche in Jerusalem liefert. Bemerkenswert ist auch die Darstellung der Schriftrolle, die Christus in der Hand trägt, während die Tafel selbst für den Einband eines gebundenen Buches bestimmt war. In dieser Hinsicht markiert das Kunstwerk einen Zeitpunkt, in dem geschriebene Texte einen Medienwechsel erfuhren. Während in der Antike die Schriftrolle aus Papyrus üblich war, dominierten im Mittelalter auf Pergament geschriebene Kodizes.

## Vergleichbare Elfenbeinschnitzereien in anderen Museen und Sammlungen
- Elfenbeindiptychon mit Szenen der Passion Christi im Mailänder Domschatz
- Elfenbeinkästchen um 420-430 im British Museum
- Harrach-Diptychon um 800 im Museum Schnütgen
- Elfenbeinschnitzerei um 870 im Metropolitan Museum of Art
- Elfenbeinschnitzerei um 870-880 im Walters Art Museum
- Elfenbeinschnitzerei aus dem 9. Jahrhundert im World Museum Liverpool
- Elfenbeinschnitzerei aus dem frühen 10. Jahrhundert im Metropolitan Museum of Art
- Elfenbeinschnitzerei um 1100 im Museo diocesano del Duomo di Salerno
- Elfenbeinschnitzerei um 1140–1160 im Metropolitan Museum of Art
- Elfenbeinschnitzerei um 1150–1175 im Museum Schnütgen
- Elfenbeinschnitzerei aus dem späten 12. Jahrhundert im World Museum Liverpool